# Patrick Mutunga Mwikya
Patrick Mutunga Mwikya (ur. 20 listopada 1994) – kenijski lekkoatleta specjalizujący się w biegach długich.
W marcu 2011 zdobył indywidualnie brązowy medal oraz wraz z kolegami z drużyny złoty w rywalizacji juniorskiej na mistrzostwach świata w biegu na przełaj. Latem tego samego roku został wicemistrzem świata juniorów młodszych w biegu na 3000 metrów oraz zdobył na tym dystansie srebro igrzysk Wspólnoty Narodów młodzieży.
Rekordy życiowe: bieg na 3000 metrów – 7:40,47 (10 lipca 2011, Lille Metropole); bieg na 5000 metrów – 13:19,13 (16 września 2011, Bruksela). 